# Copa Sudamericana 2011
Die Copa Sudamericana 2011 war die 10. Ausspielung des zweitwichtigsten südamerikanischen Fußballwettbewerbs für Vereinsmannschaften, der fortan aufgrund des Sponsorings des Reifenherstellers Bridgestone auch unter der Bezeichnung „Copa Bridgestone Sudamericana“ firmierte. Es nahmen wie im Vorjahr 39 Mannschaften aus den 10 Mitgliedsverbänden der CONMEBOL, einschließlich Titelverteidiger Independiente Avellaneda, teil. Argentinien stellte neben dem Titelverteidiger sechs, Brasilien acht Teilnehmer; die übrigen acht Länder jeweils drei Teilnehmer am Wettbewerb. Mannschaften aus dem Bereich der CONCACAF waren nicht mehr am Start. Der Wettbewerb wurde wie bisher in der zweiten Jahreshälfte ausgespielt. Er begann am 3. August mit den Hinspielen der 1. Runde und endete am 14. Dezember 2011 mit dem Finalrückspiel in Santiago de Chile.

## Modus
Wie im Vorjahr gab es vor dem Achtelfinale wieder zwei Runden. Der Wettbewerb wurde auch wie gehabt von der 1. Runde bis zum Finale im reinen K.-o.-System mit Hin- und Rückspiel ausgetragen. Bei Punkt- und Torgleichheit galt die Auswärtstorregel. War auch die Zahl der auswärts erzielten Tore gleich, folgte im Anschluss an das Rückspiel unmittelbar ein Elfmeterschießen. Im Finale galt die Auswärtstorregel nicht. War dort nach Hin- und Rückspiel die Tordifferenz gleich, gab es eine Verlängerung und erst danach ggf. ein Elfmeterschießen. Die Teilnehmer aus Argentinien und Brasilien starteten erst in der 2. Runde, Titelverteidiger Independiente Avellaneda erst im Achtelfinale.

## 1. Runde
Teilnehmer waren je zwei Mannschaften aus acht Ländern Südamerikas, mit Ausnahme der Teams aus Argentinien und Brasilien. Die Hinspiele fanden zwischen dem 3. und 19., die Rückspiele zwischen dem 12. und 26. August 2011 statt.
|                              | Gesamt |                        | Hinspiel | Rückspiel |
| ---------------------------- | ------ | ---------------------- | -------- | --------- |
| Club San José                | 0:1    | Club Nacional          | 0:0      | 0:1       |
| CD Universidad César Vallejo | 1:3    | Independiente Santa Fe | 1:1      | 0:2       |
| CF Universidad de Chile      | 1:0    | Centro Atlético Fénix  | 1:0      | 0:0       |
| Deportivo Quito              | 1:2    | Deportivo Anzoátegui   | 1:0      | 0:2       |
| Olimpia Asunción             | 3:2    | Club The Strongest     | 2:0      | 1:2       |
| La Equidad                   | 4:1    | Juan Aurich            | 2:0      | 2:1       |
| Club Atlético Bella Vista    | 1:4    | Universidad Católica   | 1:1      | 0:3       |
| Yaracuyanos FC               | 1:2    | LDU Quito              | 1:1      | 0:1       |

## 2. Runde
Für die 2. Runde qualifizierten sich die acht Sieger der 1. Runde, je ein dritter Klub aus den acht Ländern der 1. Runde sowie sechs Mannschaften aus Argentinien und acht Mannschaften aus Brasilien, wobei die Klubs aus diesen beiden Ländern jeweils separat gegeneinander antraten.
Die Hinspiele fanden zwischen dem 11. August und dem 14. September, die Rückspiele zwischen dem 24. August und dem 22. September 2011 statt.
|                         | Gesamt          |                           | Hinspiel | Rückspiel |
| ----------------------- | --------------- | ------------------------- | -------- | --------- |
| Argentinos Juniors      | 0:4             | CA Vélez Sársfield        | 0:0      | 0:4       |
| CF Universidad de Chile | 3:0             | Nacional Montevideo       | 1:0      | 2:0       |
| CR Vasco da Gama        | (a)3:3(a)       | Palmeiras São Paulo       | 2:0      | 1:3       |
| La Equidad              | 0:2             | Club Libertad             | 0:1      | 0:1       |
| Deportivo Anzoátegui    | 1:4             | Universitario de Deportes | 1:2      | 0:2       |
| Arsenal de Sarandí      | 2:1             | Estudiantes de La Plata   | 2:0      | 0:1       |
| Independiente Santa Fe  | 2:2 (6:5 i. E.) | Deportivo Cali            | 1:1      | 1:1       |
| Atlético Mineiro        | 1:3             | Botafogo FR               | 1:2      | 0:1       |
| Olimpia Asunción        | 4:2             | CS Emelec                 | 2:1      | 2:1       |
| CA Lanús                | (a)2:2(a)       | CD Godoy Cruz             | 2:2      | 0:0       |
| LDU Quito               | 5:1             | Trujillanos FC            | 4:1      | 1:0       |
| Ceará SC                | 2:4             | FC São Paulo              | 2:1      | 0:3       |
| Club Nacional           | 3:6             | Club Aurora               | 1:1      | 2:5       |
| Flamengo Rio de Janeiro | 2:0             | Athletico Paranaense      | 1:0      | 1:0       |
| CD Universidad Católica | 2:1             | Deportes Iquique          | 2:1      | 0:0       |

## Achtelfinale
Für das Achtelfinale qualifizierten sich die 15 Sieger der 2. Runde und Titelverteidiger CA Independiente. Die Hinspiele fanden zwischen dem 28. September und 20. Oktober, die Rückspiele zwischen dem 13. und 27. Oktober 2011 statt.
|                         | Gesamt          |                           | Hinspiel | Rückspiel |
| ----------------------- | --------------- | ------------------------- | -------- | --------- |
| CD Universidad Católica | 1:3             | CA Vélez Sársfield        | 0:2      | 1:1       |
| Flamengo Rio de Janeiro | 0:5             | CF Universidad de Chile   | 0:4      | 0:1       |
| Club Aurora             | 6:9             | CR Vasco da Gama          | 3:1      | 3:8       |
| FC São Paulo            | 1:2             | Club Libertad             | 1:0      | 0:2       |
| LDU Quito               | 2:1             | CA Independiente          | 2:0      | 0:1       |
| CD Godoy Cruz           | 2:2 (2:3 i. E.) | Universitario de Deportes | 1:1      | 1:1       |
| Olimpia Asunción        | 2:3             | Arsenal de Sarandí        | 0:0      | 2:3       |
| Botafogo FR             | 2:5             | Independiente Santa Fe    | 1:1      | 1:4       |

## Viertelfinale
Die Hinspiele fanden zwischen dem 2. und 4., die Rückspiele zwischen dem 9. bis 18. November 2011 statt.
|                           | Gesamt          |                         | Hinspiel | Rückspiel |
| ------------------------- | --------------- | ----------------------- | -------- | --------- |
| Independiente Santa Fe    | 3:4             | CA Vélez Sársfield      | 1:1      | 2:3       |
| Arsenal de Sarandí        | 1:5             | CF Universidad de Chile | 1:2      | 0:3       |
| Universitario de Deportes | 4:5             | CR Vasco da Gama        | 2:0      | 2:5       |
| LDU Quito                 | 1:1 (5:4 i. E.) | Club Libertad           | 1:0      | 0:1       |

## Halbfinale
Die Hinspiele finden am 23. November statt, die Rückspiele werden am 30. November stattfinden.
|                  | Gesamt |                         | Hinspiel | Rückspiel |
| ---------------- | ------ | ----------------------- | -------- | --------- |
| LDU Quito        | 3:0    | CA Vélez Sársfield      | 2:0      | 1:0       |
| CR Vasco da Gama | 1:3    | CF Universidad de Chile | 1:1      | 0:2       |

## Finale

### Hinspiel
| Liga de Quito                                                                       | Liga de Quito | CF Universidad de Chile | CF Universidad de Chile |
| ----------------------------------------------------------------------------------- | --- | --- | ----------------------- |
| Liga de Quito                                                                       | \| 8. Dezember 2011 um 19:15 Uhr (Ortszeit) in Quito, Ecuador (Estadio La Casa Blanca) \| \| Ergebnis: 0:1 (0:1) \| \| Zuschauer: 41.000 \| \| Schiedsrichter: Diego Abal ( Argentinien) \|                                                                            | \| 8. Dezember 2011 um 19:15 Uhr (Ortszeit) in Quito, Ecuador (Estadio La Casa Blanca) \| \| Ergebnis: 0:1 (0:1) \| \| Zuschauer: 41.000 \| \| Schiedsrichter: Diego Abal ( Argentinien) \|                                                                                              | CF Universidad de Chile |
| Liga de Quito                                                                       | Alexander Domínguez – Paul Ambrossi, Jorge Guagua, Neicer Reasco (82. Enrique Gámez), Norberto Araujo, Diego Calderón – Lucas Acosta, Ezequiel González, Fernando Hidalgo – Hernán Barcos, Claudio Bieler (46. Luis Bolaños) Cheftrainer: Edgardo Bauza ( Argentinien) | Johnny Herrera – Marcos Andrés González, Matías Rodríguez, Osvaldo González, José Manuel Rojas – Marcelo Díaz, Albert Acevedo, Eugenio Mena, Charles Aránguiz (89. Guillermo Marino) – Eduardo Vargas, Gustavo Canales (72. Francisco Castro) Cheftrainer: Jorge Sampaoli ( Argentinien) | CF Universidad de Chile |
| Liga de Quito                                                                       | 0:1 Eduardo Vargas (44.) | | CF Universidad de Chile |
| Liga de Quito                                                                       | Diego Calderón (54.), Ezequiel González (74.) | Eduardo Vargas (51.), Gustavo Canales (58.), Johnny Herrera (88.) | CF Universidad de Chile |
| 8. Dezember 2011 um 19:15 Uhr (Ortszeit) in Quito, Ecuador (Estadio La Casa Blanca) | | |                         |
| Ergebnis: 0:1 (0:1)                                                                 | | |                         |
| Zuschauer: 41.000                                                                   | | |                         |
| Schiedsrichter: Diego Abal ( Argentinien)                                           | | |                         |

### Rückspiel
| CF Universidad de Chile                                                                           | CF Universidad de Chile | LDU Quito | LDU Quito |
| ------------------------------------------------------------------------------------------------- | --- | --- | --------- |
| CF Universidad de Chile                                                                           | \| 14. Dezember 2011 um 21:15 Uhr (Ortszeit) in Santiago de Chile, Chile (Estadio Nacional de Chile) \| \| Ergebnis: 3:0 (1:0) \| \| Schiedsrichter: Wilson Seneme ( Brasilien) \| | \| 14. Dezember 2011 um 21:15 Uhr (Ortszeit) in Santiago de Chile, Chile (Estadio Nacional de Chile) \| \| Ergebnis: 3:0 (1:0) \| \| Schiedsrichter: Wilson Seneme ( Brasilien) \|                                                                                      | LDU Quito |
| CF Universidad de Chile                                                                           | Johnny Herrera – Marcos Andrés González, Matías Rodríguez, Osvaldo González, José Manuel Rojas – Marcelo Díaz, Eugenio Mena, Charles Aránguiz – Eduardo Vargas, Gustavo Canales (86. Diego Rivarola), Francisco Castro (54. Gustavo Lorenzetti) Cheftrainer: Jorge Sampaoli ( Argentinien) | Alexander Domínguez – Paul Ambrossi, Jorge Guagua, Neicer Reasco (54. Enrique Gámez), Norberto Araujo, Diego Calderón – Lucas Acosta, Ezequiel González, Fernando Hidalgo – Hernán Barcos, Luis Bolaños (67. Walter Calderón) Cheftrainer: Edgardo Bauza ( Argentinien) | LDU Quito |
| CF Universidad de Chile                                                                           | 1:0 Eduardo Vargas (3.) 2:0 Gustavo Lorenzetti (80.) 3:0 Eduardo Vargas (87.) | | LDU Quito |
| CF Universidad de Chile                                                                           | Marcelo Díaz (30.), Osvaldo González (58.), Matías Rodríguez (65.), Eduardo Vargas (79.) | Fernando Hidalgo (10.), Hernán Barcos (27.), Ezequiel González (40.), Lucas Acosta (78.) | LDU Quito |
| CF Universidad de Chile                                                                           | Matías Rodríguez (86.) | | LDU Quito |
| CF Universidad de Chile                                                                           | Jorge Guagua (68.) | | LDU Quito |
| 14. Dezember 2011 um 21:15 Uhr (Ortszeit) in Santiago de Chile, Chile (Estadio Nacional de Chile) | | |           |
| Ergebnis: 3:0 (1:0)                                                                               | | |           |
| Schiedsrichter: Wilson Seneme ( Brasilien)                                                        | | |           |

## Beste Torschützen
| Rang | Spieler          | Klub                      | Tore |
| ---- | ---------------- | ------------------------- | ---- |
| 1    | Eduardo Vargas   | CF Universidad de Chile   | 11   |
| 2    | Hernán Barcos    | LDU Quito                 | 7    |
| 3    | Óscar Rodas      | Independiente Santa Fe    | 4    |
|      | Bernardo         | CR Vasco da Gama          | 4    |
|      | Guillermo Franco | CA Vélez Sársfield        | 4    |
|      | Omar Pérez       | Independiente Santa Fe    | 4    |
|      | Raúl Ruidíaz     | Universitario de Deportes | 4    |